# 遺恨あり 明治十三年 最後の仇討
『遺恨あり 明治十三年 最後の仇討』（いこんあり めいじじゅうさんねん さいごのあだうち）は、2011年2月26日21時00分 - 23時21分に、テレビ朝日系列にて放映された、単発スペシャルのテレビドラマ。視聴率13.0%。
原作は、吉村昭の短編小説集『敵討』所収の「最後の仇討」。1880年12月17日に実際に起きた、日本最後の仇討事件とされる「臼井六郎仇討事件」を描いたものである。
第37回放送文化基金賞でテレビドラマ番組部門の本賞を受賞した。

## 実話およびドラマ概要
秋に明治元年となる慶応4年。秋月藩執政臼井亘理は大久保利通からも嘱望されるほどの開明派であったが、守旧派の反感を買い、国家老吉田悟助の命を受けた干城隊の襲撃を受け、妻ともども残忍に殺害される。藩の裁定は臼井殺害の犯人を罰せず、かえって臼井家を罰する不合理なもので、亘理の息子臼井六郎は周囲の反対にもかかわらず、敵討ちの決意を固める。
その後、明治政府の時代となり1873年2月、司法卿・江藤新平が出した「復讐禁止令」により敵討ちは禁止された。武士は士族となり、廃刀令によって帯刀も認められず、自らの存在意義を見失おうとしていた。
法務省の判事となっていた父の仇、一瀬直久の手がかりを追うため、六郎は上京。殺害現場を目撃した下女のなかは、福岡県庁に給仕として入って情報を集め、六郎を陰ながらに助けていた。一方、法務省の判事・中江正嗣は、自らが土佐郷士として虐げられてきた経験から、武士の特権を特別視することをやめ、日本を近代化するべきだと強く考えていた。のちに六郎と中江は顔を合わせることになる。一瀬直久謀殺事件の被告人と裁判官として。

## キャスト
- 臼井六郎（仇討実行犯）：藤原竜也（幼少期：桑代貴明）
- なか（臼井家に仕える下女）：松下奈緒（幼少期：浅見姫香）
- 中江正嗣（東京上等裁判所判事）：吉岡秀隆
- 臼井亘理（六郎の父・秋月藩執政）：豊原功補
- 臼井清（六郎の母）：濱田万葉
- 臼井つゆ（六郎の妹）：井村空美
- 上野四郎兵衛（清の兄）：相島一之
- 上野あき（四郎兵衛の妻）：栗田よう子
- 渡辺助太夫（亘理の弟）：田口浩正
- 山岡松子（山岡の娘）：芦名星
- 大木（なかの旦那）：温水洋一
- 中田：桑原和生
- 客人：伊集院八朗
- 裁判所の守衛：福本清三
- 鵜沼（秋月家用人）：峰蘭太郎
- 萩谷伝之進（清を殺害した実行犯）：岡田浩暉
- 一瀬直久（亘理を殺害した実行犯）：小澤征悦
- 一瀬さと（一瀬の妻）：戸田菜穂
- 臼井儀左衛門（六郎の祖父）：平泉成
- 臼井冬（六郎の祖母）：石井トミコ
- 吉田悟助（秋月藩国家老）：石橋蓮司
- 山岡英子（山岡の妻）：松原智恵子
- 山岡鉄舟：北大路欣也

ほか

## スタッフ
- 原作：吉村昭 短編小説集『敵討』所収「最後の仇討」
- 監督：源孝志
- 脚本：後藤法子、源孝志
- 音楽：溝口肇
- 音響効果：メディアハウスサウンドデザイン
- 編集・MA：ザ・チューブ
- CG：イレブングラフィックス
- 技斗：清家三彦
- 取材協力：秋月郷土館
- チーフプロデューサー：田中芳之、菅井敦
- プロデュース：西勇哉、梶野祐司、槙哲也
- プロダクション協力：東映京都撮影所
- 製作：テレビ朝日、ホリプロ

## 受賞
- 第37回放送文化基金賞 テレビドラマ番組部門本賞受賞[2]
- 東京ドラマアウォード2011 作品賞単発ドラマ部門優秀賞受賞[3]